# Йонизационна енергия
Йонизационната енергия се бележи с латинската буква I. Това представлява енергията, необходима, за отделянето на един или повече електрони от електронния слой на изолиран атом в основно състояние при температура, равна на абсолютната нула. Нарича се още йонизационен потенциал. Измерва се в джаули (J) или електронволта (eV).

## Същност
Първата йонизационна енергия е енергията, необходима за отделяне на един електрон от атом в основно състояние:
11Na (1s22s22p63s1) → 11Na+ (1s22s22p6) + e-
В рамките на атома енергията за отделяне на първия електрон е най-ниска и нараства при отделянето на всеки следващ. Това е така, защото при отделяне на електрон, намалява атомния радиус, и се увеличава силата на привличане между ядрото и електроните.

## Изменение на йонизационната енергия в Периодичната таблица на елементите

### Изменение по групи
Йонизационната енергия намалява, с увеличаване на поредния номер на групата, защото атомният радиус се увеличава.

### Изменение по периоди
Йонизационната енергия се увеличава с поредния номер елемента вътре в един период на периодичната система, защото атомният радиус намалява.